# 이수연 (1984년)
이수연(1984년 5월 22일~)은 대한민국의 탁구 선수 출신 탁구 지도자, 모델이다.